# Evaporita

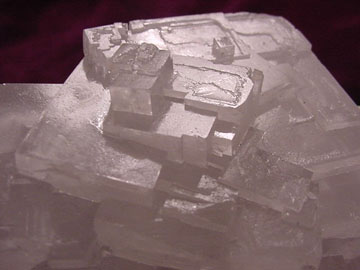
Halita.

Las evaporitas son rocas sedimentarias que se forman por cristalización de sales disueltas en lagos y mares de la costa. La mayoría de los depósitos explotables de yeso y sal común se han originado de esta manera.
La cristalización requiere la sobresaturación del agua salada por las sales que contiene. El proceso es favorecido por condiciones climáticas, como una evaporación intensa, y estorbado por cualquier causa que aumente la dilución, como el aporte de agua dulce por los ríos o las precipitaciones, o la mezcla sin estorbos con el océano, cuya salinidad está muy por debajo de lo necesario. Las circunstancias anteriores se dan sobre todo en climas áridos, en latitudes tropicales que forman dos franjas a cada lado del ecuador; pero rocas evaporitas antiguas aparecen en todas las regiones de los continentes, formadas en épocas en las que el clima era allí favorable. Se requieren también condiciones topográficas específicas, que se presentan en forma de cuencas endorreicas y mares costeros casi cerrados.
Las sales que se encuentran en las salmueras naturales varían en composición, aunque frecuentemente esta se asemeja a la del agua de mar. Se depositan en orden inverso al de sus solubilidades, lo que da lugar a la formación sucesiva de:
- Carbonatos: calcita y dolomita. Su precipitación comienza cuando la concentración del agua de mar ha reducido su volumen a la mitad.
- Sulfatos: yeso y anhidrita. Empieza cuando el volumen del agua se reduce a la quinta parte.
- Cloruros: halita (sal común) y luego sulfato y cloruro de magnesio. Cuando la concentración reduce el volumen a la décima parte o menos.